# Jeron Roberts
Jeron Marcha Roberts (in ebraico ג'רון רוברטס‎?; Covina, 11 ottobre 1976) è un ex cestista statunitense naturalizzato israeliano.
Alto 194 cm, giocava come guardia-ala.

## Carriera
Nel 2007 è stato convocato per gli Europei in Spagna con la maglia della nazionale di Israele.

## Palmarès
- Campionato olandese: 1

Amsterdam: 2007-08
- Leumit B (2001)
- Campione di Cipro (2007)
- Eredivisie Bosman Player of the Year (2008)